# Няганская ГРЭС
Няганская ГРЭС — действующая конденсационная тепловая электрическая станция в городе Нягань Ханты-Мансийского автономного округа — Югра. Входит в состав ПАО «Форвард Энерго» (ранее Территориальная генерирующая компания № 10, ТГК-10, ПАО «Фортум»).
Няганская ГРЭС — самый крупный проект инвестиционной программы компании и одна из самых крупных тепловых электростанций в мире, работающих на широтах севернее 62˚. Установленная электрическая мощность станции на 1 июля 2021 года — 1 361 МВт.
24 сентября 2013 года прошло торжественное открытие Няганской ГРЭС. На нём присутствовали президенты России и Финляндии.
Первый энергоблок мощностью 420,9 МВт был введён в коммерческую эксплуатацию 1 апреля 2013 года, второй мощностью 424 МВт — 1 декабря 2013 года. Третий энергоблок мощностью 424,681 МВт введен в эксплуатацию 15 сентября 2014 года. Поставка мощности энергоблока № 3 НГРЭС в рамках Договора о предоставлении мощности (ДПМ) начата с 1 января 2015 года.

## История создания
ЦК КПСС и Совет министров СССР 24 апреля 1980 года издали постановление «О развитии в Тюменской области электроэнергетики на базе местного и попутного нефтяного газа в 1981—1990 годах». В постановлении речь шла не только о тепловой станции близ поселка Нях (нынешняя Нягань), но и ТЭС в излучине Ваха. Последней станции — современной Нижневартовской ГРЭС — повезло гораздо больше. Няганскую станцию решили поставить среди заболоченной тайги. Прежде предстояло вырубить лес, провести так называемую выторфовку, а главное — отсыпать шестиметровую подушку из песка. Задача не из лёгких: площадь ГРЭС могла превысить тысячу гектаров. Прибывающие со всей страны рабочие вырубали лес, копали грунт, прокладывали подъездные пути и ЛЭП, возводили электроподстанцию, котельную, пионерный поселок энергетиков. Тот временный поселок, сильно обветшавший, стоит до сих пор, став одним из микрорайонов разросшейся Нягани. Попытки возобновить в Нягани «стройку века» предпринимались неоднократно. Окончательно решение о «размораживании» станции приняли в 2006 году, корректируя энергетическое соглашение между РАО «ЕЭС России» и властями Тюменской области, Югры и Ямала.
Церемония начала строительства Няганской ГРЭС состоялась 11 июня 2008 года. Участие в ней приняли губернатор Югры Александр Филипенко, председатель правления РАО «ЕЭС России» Анатолий Чубайс, глава города Нягань Александр Рыженков, а также руководство компании.
Генеральный подрядчик строительных работ — компания «Группа Е4». Поставщик основного оборудования — компания Siemens.
В январе 2013 года в рамках пусконаладочных работ на первом энергоблоке в энергосистему выданы первые мегаватты. 1 апреля 2013 года первый энергоблок НГРЭС мощностью 420,9 МВт введён в коммерческую эксплуатацию. 1 декабря 2013 года в коммерческую эксплуатацию введён второй энергоблок НГРЭС мощностью 424 МВт.
Запуск третьего энергоблока ГРЭС изначально был запланирован на середину 2016 года, однако позже его запуск был перенесён на более ранний срок. В сентябре 2014 года были завершены аттестационные испытания третьего энергоблока, во время которых он отработал 72 часа при максимальной нагрузке. Ввод в эксплуатацию третьего энергоблока мощностью 424,681 МВт состоялся 15 сентября 2014 года. Поставка мощности энергоблока № 3 НГРЭС в рамках ДПМ начата с 1 января 2015 года..